# Château de la Bréhonnière (Mayenne)
Le Château de la Bréhonnière est un château français situé à Astillé, dans le département de la Mayenne et la région des Pays de la Loire. Il est situé près du bourg. 

## Histoire
Gervais Lefebvre, sieur du Perron, est attaqué dans son domicile de la Bréhonnière, par les sieurs de Meaulne et d'Aubert, 1689 ; il mourut, en 1714, chez sa sœur, à la Salmondière. 
François Moraine de la Motte, vicaire d'Astillé, y mourut en 1782. M. Turpin, sieur de la Bertinière, qui en hérita, y bâtit un grand corps de logis que M. Blanchet a fait, depuis, flanquer de tourelles. C'est la propriété de M. Letourneux de la Perraudière à la fin du XIXe siècle..
La closerie est acquise de René Delaunay de Montaleu, et Marie Fréard par François Moraine, vicaire d'Astillé, 1749, qui vend à Pierre Turpin de la Bertinière, mari de Louise d'Aubert, 1781.

## Sources et bibliographie
- « Château de la Bréhonnière (Mayenne) », dans Alphonse-Victor Angot et Ferdinand Gaugain, Dictionnaire historique, topographique et biographique de la Mayenne, Laval, A. Goupil, 1900-1910 [détail des éditions] (BNF 34106789, présentation en ligne)